# DC 유니버스

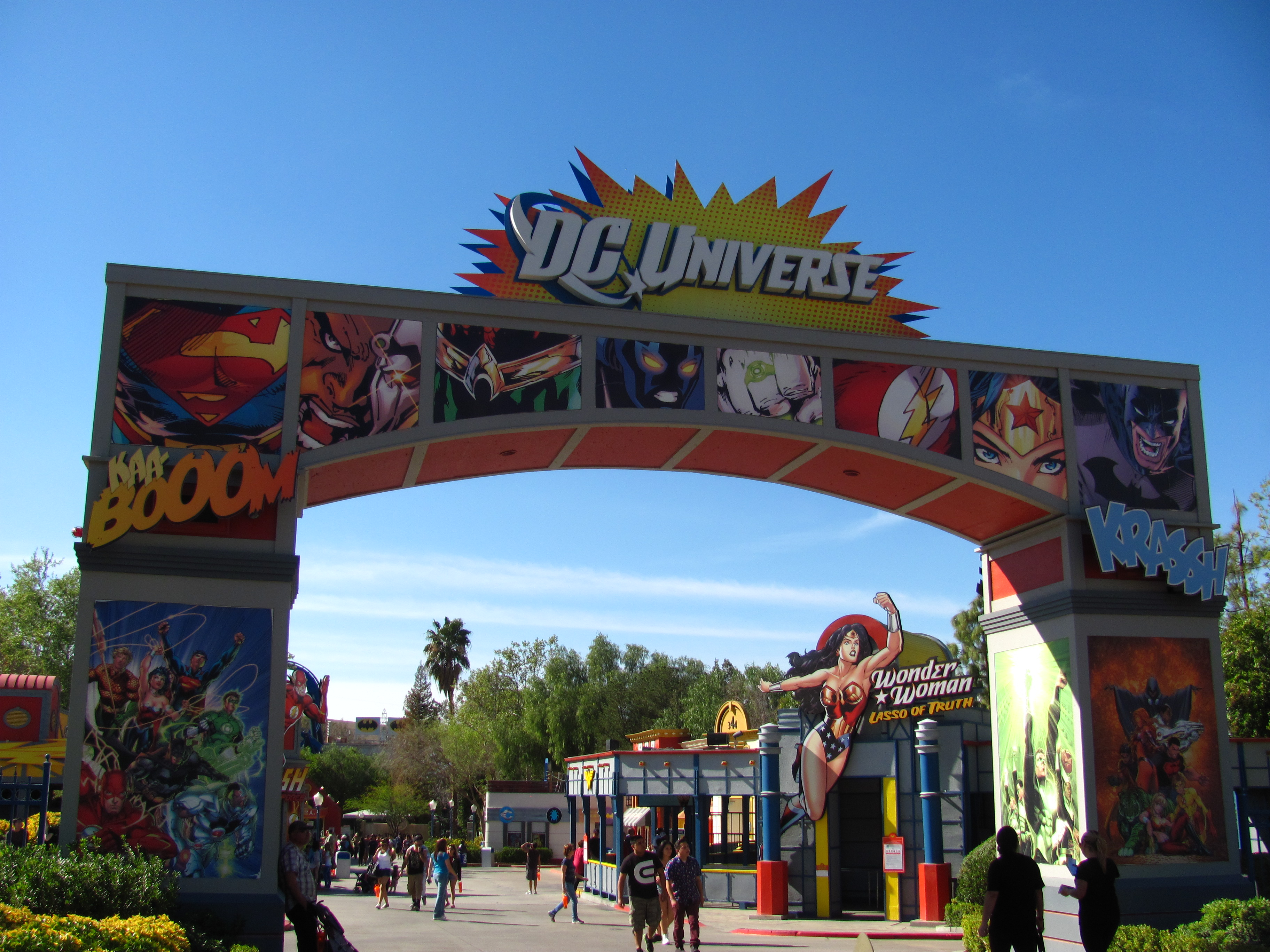

DC 유니버스 (DC Universe)는 DC 코믹스가 출판하는 대부분의 만화의 스토리가 일어나는 공유 세계관이다. DC 코믹스의 슈퍼히어로인 배트맨, 슈퍼맨, 원더 우먼은 이 세계관 출신이며, 유명한 악당 캐릭터인 렉스 루터, 조커, 다크사이드를 포함한다. 문백에서 DC 유니버스는 종종 "메인 DC 유니버스"(the main DC universe)를 말한다는 것을 유의해야 한다.
DC 멀티버스(DC Multiverse)란 용어는 DC 코믹스 출판물의 배경이 되는 모든 세계관의 집합을 말한다. DC 평행 우주에서 메인 DC 유니버스는 여러 이름으로 불렸으나, 최근에는 "프라임 어스"나 "어스 0"로 불리고 있다.

## 같이 보기
- DC 유니버스 (프랜차이즈)
- DCEU
- 마블 유니버스
- 다크 유니버스